# Shetlandic
Le shetlandic (nom natif orthographié Shetlandic) est un dialecte du scots utilisé dans l'archipel des Shetland en Écosse. 
Bien que cela soit un dialecte scots, le shetlandic a été grandement influencé par la langue norne, qui était parlée dans l'archipel jusqu'au XVIIIe siècle. La plupart des mots nornes utilisés désignent des toponymes, des saisons, des plantes, des animaux, de la nourriture, des outils, des couleurs, des émotions.